# Lacida (geslacht)
Lacida is een geslacht van vlinders van de familie spinneruilen (Erebidae), uit de onderfamilie Lymantriinae.

## Soorten
- L. antica Walker, 1855
- L. biplagata Heylaerts, 1892
- L. costalis Walker, 1855
- L. morawae van Eecke, 1928
- L. vertiginosa van Eecke, 1928